# Vance McAllister
Vance Michael McAllister, född 7 januari 1974 i Oak Grove i Louisiana, är en amerikansk republikansk politiker. Han var ledamot av USA:s representanthus 2013–2015.
McAllister tjänstgjorde i USA:s armé 1992–1994 och studerade sedan vid University of Louisiana at Monroe utan att utexamineras. Han fyllnadsvaldes 2013 till representanthuset efter att Rodney Alexander avgick. McAllisters kampanj i fyllnadsvalet stöddes av Phil Robertson som är känd från dokusåpan Duck Dynasty. I mellanårsvalet i USA 2014 stödde Robertson sin systerson Zach Dasher som var en av McAllisters utmanare. Varken McAllister eller Dasher lyckades ta sig till andra omgången i valet.
Han är gift med Kelly Duncan och har fem barn.

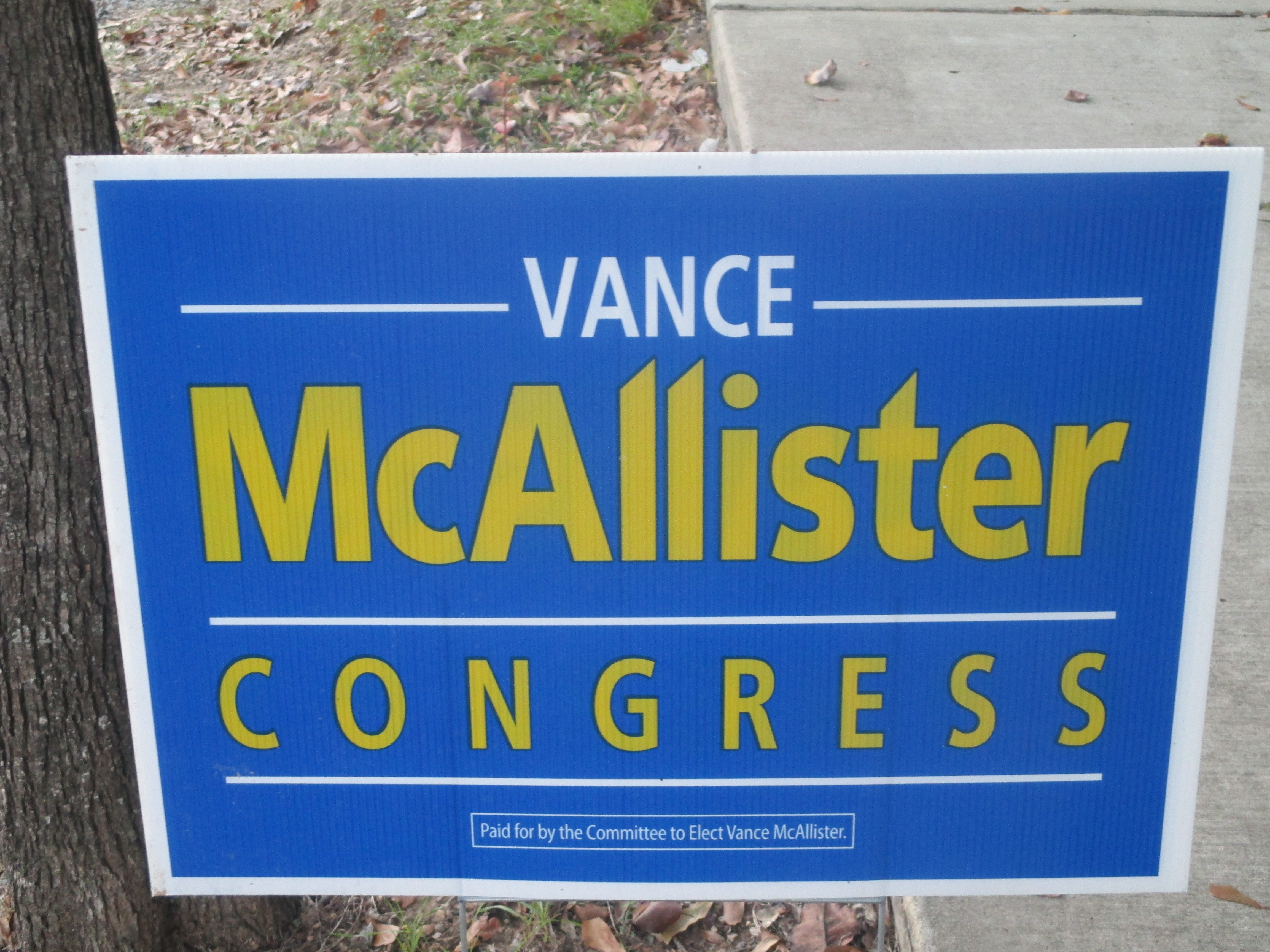
Kampanjskylt från fyllnadsvalet 2013.